# Budara
Budara là một chi bướm đêm thuộc họ Geometridae.